# 玉置永直
玉置 永直（たまき ながなお、生没年不詳）は、戦国時代から江戸時代初期にかけての武将。紀伊国手取城主。初名は小平太。弟に玉置直俊。

## 概要
玉置氏は紀伊国の土豪。
元弘元年（1331年）に起きた元弘の乱で北朝方となった玉置盛高を祖とする。
南北朝時代、日高郡東部に鶴ヶ城を築いて大和国から日高川の上流地域にかけてこの地を支配していた玉置大宣が、日高川下流の山崎城主川上則秋を攻め滅ぼしたのち、東方の城山の山頂に手取城を築く。以後、玉置氏の居城となる。
戦国時代、亀山城の湯川氏とともに日高地方を二分する勢力を築いて代々続いた。

## 略歴
紀伊手取城主・玉置直和の子として誕生。初め百松と称した。
父・直和の頃は戦国時代で紀南において勢力があった湯川直春の娘を妻に迎えて地盤を固め、永禄5年（1562年）教興寺の戦いにおいて紀伊守護畠山高政に属して湯川直光、鈴木重意、根来衆らと共に三好長慶と戦っている。
天正13年（1585年）、羽柴秀吉の紀州侵攻に対し、湯川直春は服従を申し入れたが、直和は抵抗を決意する。
湯川氏の所領である小松原に放火したのを皮切りに、3月21日には湯川勢8000人と玉置勢1600人が坂の瀬において合戦し、玉置勢は83人が討死、手取城に籠城した。三日三夜攻防が続いた所に秀吉軍の仙石秀久・小西行長が数百艘の兵船と大軍を率いて押し寄せたため、直春は急いで二百余名で手取城を攻めて焼き払い、城は落とされて直和は落ち延びた。
直和は戦後、秀吉の弟秀長に仕え、手取城を返還されるが1万石から3500石に所領を減らされたことに不満を持ち、永直に家督を譲って高野山に出家した。
永直は慶長5年（1600年）、関ヶ原の戦いでは西軍に属したため改易される。
慶長20年（1615年）、大坂の陣において豊臣方として大坂城に入るが敗北。その際、旧領の関係から紀州一揆で暗躍していた。
後に尾張藩に仕官したという。

## 系譜
- 父：玉置直和（明確ではない）
- 母：名前不詳（湯川直春の娘）
- 室：名前不詳
- 弟：玉置直俊（図書頭）